# 제6차 고려-몽골 전쟁
제6차 고려-몽골 전쟁(第六次高麗蒙古戰爭)은 1254년 자랄타이가 이끄는 몽골 제국군이 고려를 침공해 일어난 전쟁이다. 9회 39년에 걸친 여몽전쟁 중 가장 피해가 막심했던 전쟁이다.
제5차 고려-몽골 전쟁 당시 고려가 항복의 의사를 밝힘으로써 몽골군은 일시 철수했다. 그러나 몽케 칸(원 헌종)은 왕자의 입조만으로 만족치 않고, 국왕의 출륙과 입조를 요구하면서 1254년(고종 41년) 음력 7월 자랄타이(한국 한자: 車羅大 또는 札剋兒帶)를 정동원수(征東元帥)로 삼아 대군을 이끌고 침입케 하였다.
그는 전국 각처를 휩쓸고 계속 남하하여 충주성과 상주산성(尙州山城)을 공격하였으나 실패했다. 이때 자랄타이는 돌연 몽케 칸의 명으로 군을 돌이켰는데, 이때 고려가 받은 피해는 어느 때보다도 심하여 《고려사》에는 포로가 무려 206,800여 명, 살육당한 자는 셀 수 없다고 하였다.

## 참고 자료
- 이 문서에는 다음커뮤니케이션(현 카카오)에서 GFDL 또는 CC-SA 라이선스로 배포한 글로벌 세계대백과사전의 "고려 왕실과 원나라" 항목을 기초로 작성된 글이 포함되어 있습니다.